# Blue Angels (Pras Michel)
Blue Angels is een nummer van de Amerikaanse rapper Pras Michel uit 1998. Het is de vierde single van zijn eerste soloalbum Ghetto Supastar.
Het nummer bevat een sample uit Grease van Frankie Valli, vandaar dat Bee Gee Barry Gibb ook op de credits vermeld staat als schrijver. "Blue Angels" flopte in Amerika, maar werd in een aantal Europese landen wel een hit, waaronder het Verenigd Koninkrijk. In het Nederlandse taalgebied bleef het succes bescheiden; met in Nederland een 10e positie in de Tipparade, en in Vlaanderen een 9e positie in de tipparade.

## Tracklijst
- CD1

1. "Blue Angels" (4:18)
2. "Blue Angels" (K Gee Remix) (5:57)
3. "Blue Angels" (Seani B Remix) (6:13)

- CD2

1. "Blue Angels" (4:18)
2. "Ghetto Supastar" (The Black Apple Remix) (5:03)
3. "Murder Dem" (3:52)